# Henri Rousseau

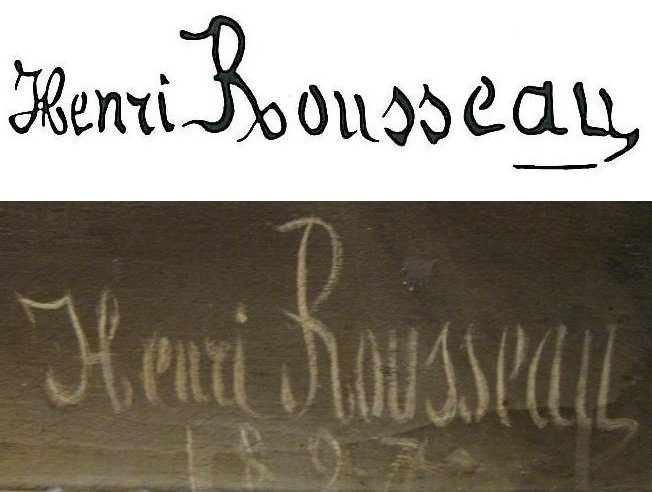
Autograf artysty.

Henri Julien Félix Rousseau, zwany Celnikiem (fr. le Douanier) (ur. 21 maja 1844 w Laval, zm. 2 września 1910 w Paryżu) – francuski malarz naiwny.
Rozpoczął karierę malarską w wieku czterdziestu jeden lat. Wcześniej był urzędnikiem. Z jego malarstwa najbardziej znane są sceny z dżungli. Artysta zmarł na gangrenę.

## Życiorys

### Dzieciństwo i młodość
Henri Rousseau urodził się w rodzinie biednego blacharza Juliena i Eléonore Rousseau. Dzieciństwo jego i dwóch starszych sióstr było spokojne i prowincjonalne. Rodzina wpadła w kłopoty, gdy interes ojca podupadł i zakończył się bankructwem. Rodzina Rousseau zmuszona była sprzedać swój XV-wieczny dom Tour Beucheresse. Dom ten przetrwał do dziś, a znajdująca się na nim tablica informuje o fakcie urodzenia się w nim artysty.
Henri Rousseau w szkole niczym się nie wyróżniał. Interesował się jedynie poezją i muzyką. Pobierał lekcje gry na skrzypcach u starego nauczyciela. Nigdy nie zdał matury. Został ostatecznie zwolniony z obowiązku odbycia służby wojskowej, ponieważ w wieku 19 lat nadal się uczył. W 1864 roku zaciągnął się jednak do wojska na 7 lat, przypuszczalnie z powodu zamieszania w drobną kradzież znaczków (wartych 25 franków) w kancelarii prawnej, w której pracował. Prawdopodobnie sądził, iż noszenie munduru wojskowego przyczyni się do łagodniejszego potraktowania jego osoby; ostatecznie został skazany na miesiąc więzienia.
Życie Rousseau zostało tak okraszone mitami i legendami przez tych, którzy go znali (między innymi poetę Guillaume’a Apollinaire’a, marszanda Wilhelma Uhde i pisarza Alfreda Jarry), że jest często niemożliwe oddzielenie prawdy od fantazji w jego życiorysie. Według Apollinaire’a, Rousseau miał wziąć udział w kampanii meksykańskiej Napoleona III, mającej na celu osadzenie Maksymiliana Austriackiego na tronie w Meksyku. Tymczasem Rousseau, choć prawdopodobnie w ciągu całego swojego życia nie opuścił Francji, nigdy nie zdementował informacji o swojej wyprawie do Meksyku, którego dżungla stać się miała inspiracją wielu jego obrazów. Obrazy te namalował jednak tylko i wyłącznie dzięki własnej wyobraźni, tworząc meksykańską dżunglę barwniejszą i piękniejszą, niż była ona w rzeczywistości.
Rousseau został zwolniony z wojska w stopniu szeregowca i przeniósł się do Paryża, gdzie ożenił się z Clémence Boitard, córką handlarza meblami z St. Germain-en-Laye. Miał z nią siedmioro (lub dziewięcioro) dzieci, z których tylko jedno dożyło wieku dojrzałego (syn, który dożył do 18 lat).

### Praca zawodowa

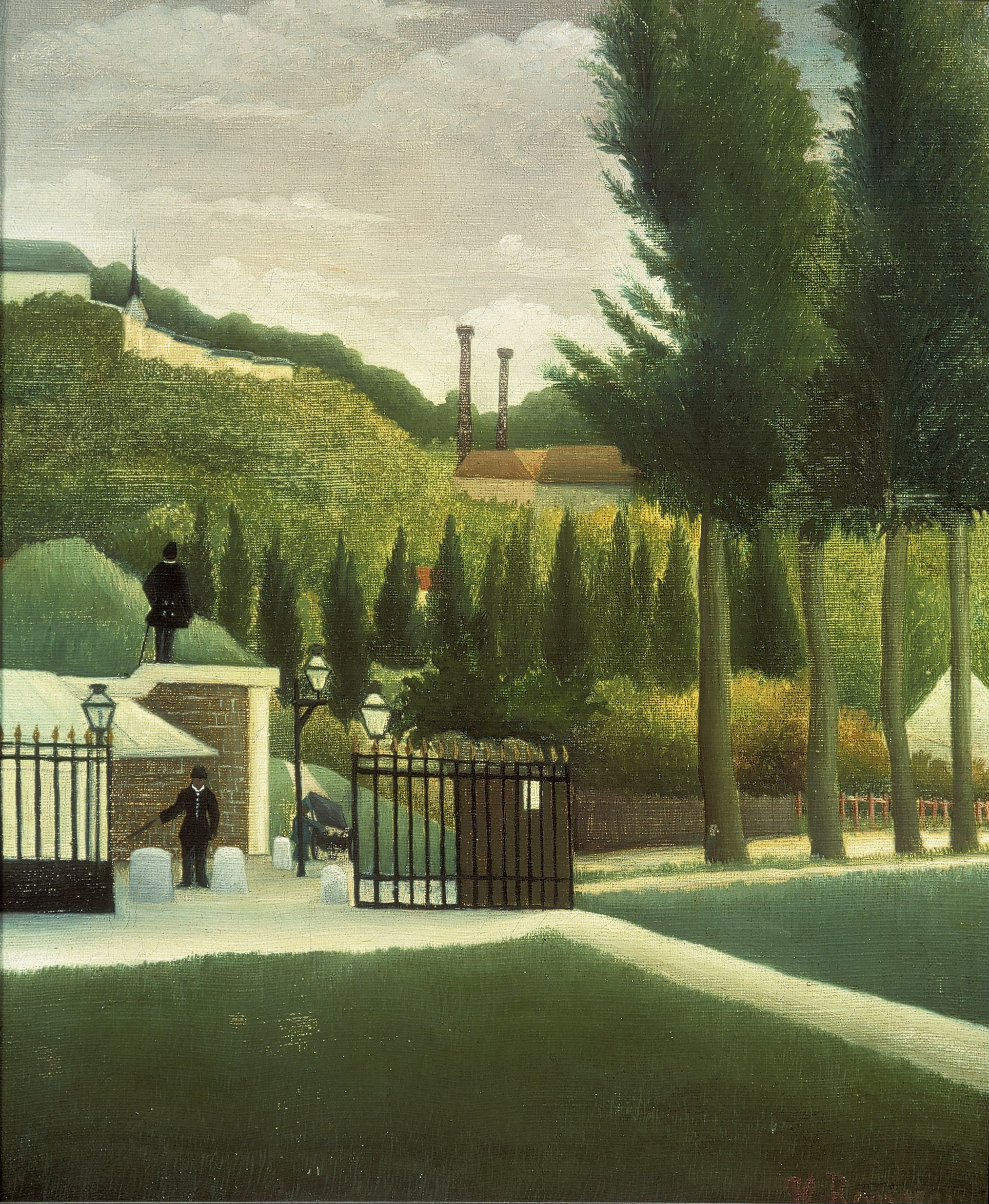
Akcyza, ok. 1890, Courtauld Gallery

W Paryżu Rousseau pracował przez krótki czas jako urzędnik w kancelarii prawniczej M. Radela, dopóki kuzyn jego żony nie załatwił mu posady w Paryskim Miejskim Urzędzie Akcyzowym. Również i w tym wypadku legenda przyćmiewa prawdę, ponieważ Rousseau nie był w rzeczywistości celnikiem, lecz kontrolował pojazdy wjeżdżające i wyjeżdżające z miasta pod kątem przemytu towarów. Akcyza ze zrozumiałych względów nie była popularna wśród mieszkańców Paryża, ale dla Rousseau ten niewymagający szczególnego wysiłku zawód oznaczał spokojne życie na paryskich przedmieściach. Pamiątką z tego okresu jego życia jest obraz L’octroi (Akcyza), wiszący dziś w londyńskiej Courtauld Gallery.
Pracując jako poborca akcyzy zaczął malować. W wolnych chwilach udawał się pieszo na wpół wiejskie przedmieścia paryskie (Nogent, Vincennes, Ivry), by spędzać tam całe dnie na sporządzaniu impresjonistycznych szkiców, które stały się później podstawą jego niektórych jego obrazów: Vue du Parc Montsouris (Widok Parku Montsouris), Vue de la fabrique de chaises et du quai de Seine à Alfortville (Widok fabryki krzeseł i nadbrzeża nad Sekwaną w Alfortville), Vue du Bois de Vincennes (Widok lasku w Vincennes). Wspólnym motywem tych obrazów były drzewa, woda, wiejskie pejzaże i atmosfera niczym niezmąconego spokoju. Obrazy zaludniały pulchne, małe postacie mężczyzn przechadzających się w towarzystwie swoich żon w parku Montsouris. Rousseau spędzał też wiele czasu w ogrodzie botanicznym Jardin des Plantes szkicując ogromne palmy i kwiaty, przyciągające jego wyobraźnię; często też odwiedzał znajdujący się w tym samym parku ogród zoologiczny. Zaowocowało to później widokami zwierząt (tygrysów, węży, małp) umieszczonych w bujnych dżunglach na obrazach, które wówczas zaczął malować (1891–1904). W 1885 roku, w wieku 36 lat zmarła żona Rousseau, Clémence, co prawdopodobnie spowodowało, iż postanowił on przejść na skromną emeryturę i poświęcić się odtąd wyłącznie malowaniu. Dwoje jego zaniedbanych dzieci zostało oddanych pod upiekę wujostwa w Angers. W szkicu autobiograficznym, napisanym w 1895 roku, Rousseau czterdziestu latom swego życia poświęca tylko kilka linijek.

### Malarstwo

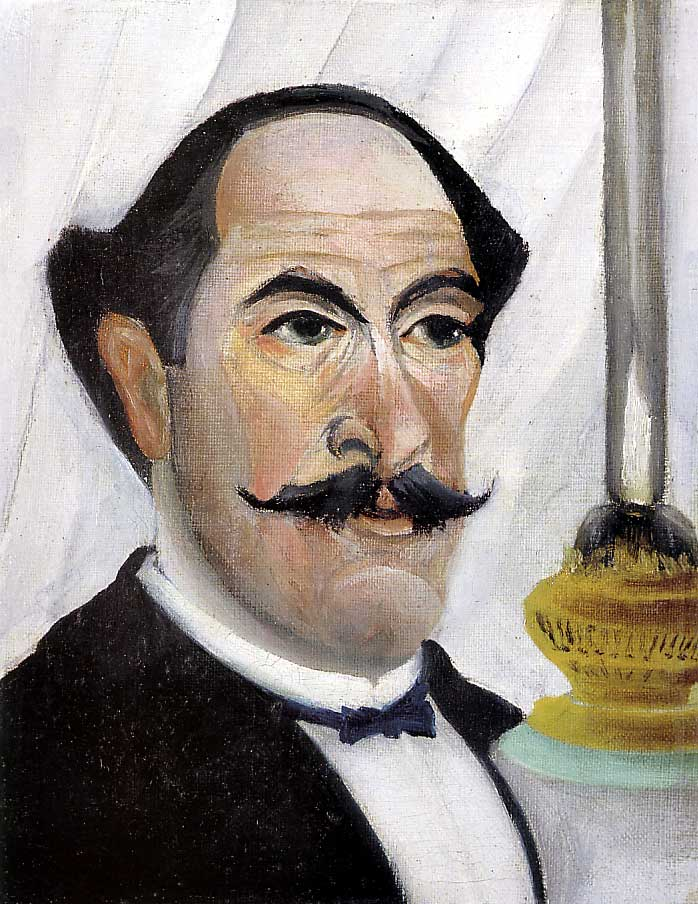
Autoportret artysty z lampą, 1903, Musée Picasso, Paryż

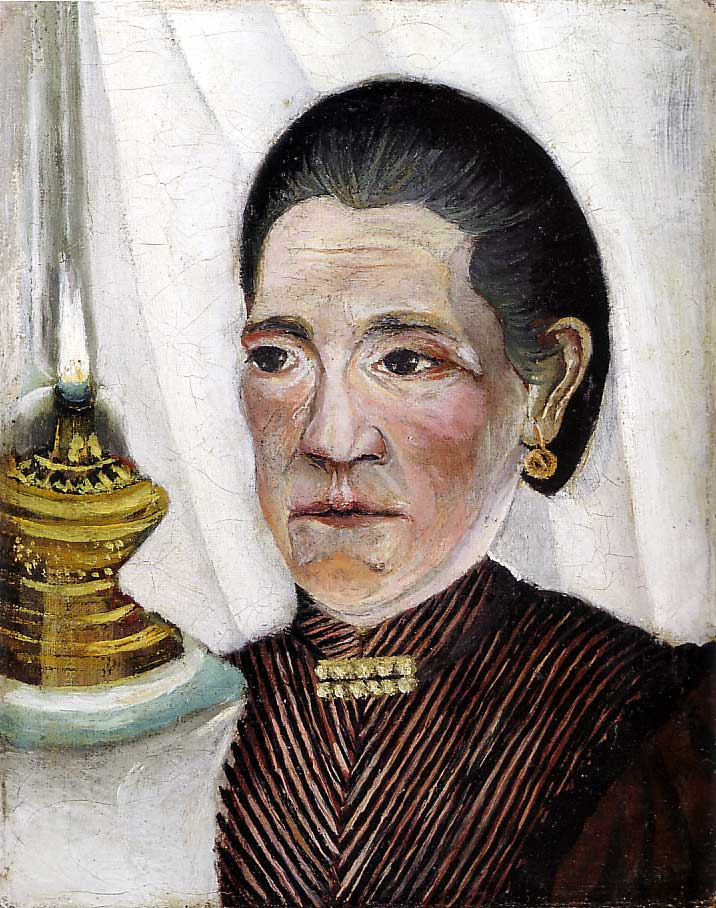
Portret drugiej żony artysty z lampą, 1903, Musée Picasso, Paryż

Kariera malarska Rousseau rozpoczęła się w 1885 roku od wystawienia dwóch jego obrazów w paryskim Salon des Champs-Elysées. Zostały one pocięte przez publiczność i usunięte z wystawy, ale na artyście nie zrobiło to wrażenia. Poznawał najnowsze tendencje panujące w malarstwie a w 1886 cztery swoje obrazy wiózł w wózku przez ulice Paryża, żeby powiesić je na wystawie Salonu Niezależnych, razem z pracami Seurata, Redona i Signaca. W latach następnych wystawiał po kilka obrazów rocznie.
Nie przynosiły mu one jednak spodziewanego dochodu, więc musiał pracować jako inspektor w gazecie Le Petit Parisien, a kiedy wiodło mu się bardzo źle, dorabiał nawet jako grajek uliczny, grając na skrzypcach.
W 1899 roku ożenił się ponownie. Jego nowa żona, Rosalie-Joséphine Noury, otworzyła sklep, żeby wesprzeć materialnie męża; próbowała też sprzedawać jego obrazy. Zmarła jednak na raka cztery lata później i Rousseau musiał zaczynać życie od nowa. Wrócił do udzielania lekcji gry na skrzypcach, rysunku i malowania. Nie przynosiły mu one spodziewanego dochodu, podobnie jak malowane przez niego obrazy. W obliczu narastającej wobec niego wrogości, tak ze strony prasy, jak i publiczności, grupa artystów i pisarzy, świadoma jego talentu, postanowiła przyjąć go do swego grona jako swoistą maskotkę awangardy. Pierwszym, który wprowadził Rousseau na intelektualne salony Paryża, był pisarz Alfred Jarry. Obaj zaprzyjaźnili się, choć dzieliła ich różnica wieku, wynosząca 30 lat. To Jarry (również pochodzący z Laval) nadał Rousseau przydomek „Celnik” (Le Douanier). Rousseau zaczął pojawiać się, często nieproszony, na sobotnich przyjęciach wieczornych, organizowanych przez Gauguina, podczas których nawiązywał pomyślne kontakty z osobistościami takimi jak Strindberg, Degas czy Mallarmé. Czasami przynosił skrzypce i dawał krótki koncert.
Legendarna naiwność i prostolinijność Rousseau była równie niezrozumiała dla jego współczesnych, co i dzisiaj. Była też przedmiotem żartów z jego osoby, czasem niemiłych.
Po 1905 roku jednak talent artysty został uznany i doceniony. Nowo powstały Salon Jesienny przyjął do ekspozycji dwa jego obrazy, a jeden z nich, Le lion ayant faim (Głodny lew) zawiesił na poczesnym miejscu, razem z pracami Matisse’a, Deraina, Braque’a, Rouaulta, Vlamincka i Dufy’ego. Obraz, największy spośród namalowanych przez Rousseau (200 × 301 cm), został przez niego osobiście opatrzony notą informacyjną w katalogu wystawowym:
Lew, wygłodniały rzuca się na antylopę i pożera ją. Pantera z niepokojem wyczekuje na moment, kiedy i jej przypadnie w udziale część łupu. Sokoły wyrwały kawałek z tylnej części ciała nieszczęsnego zwierzęcia, roniącego łzy. Zachód słońca.

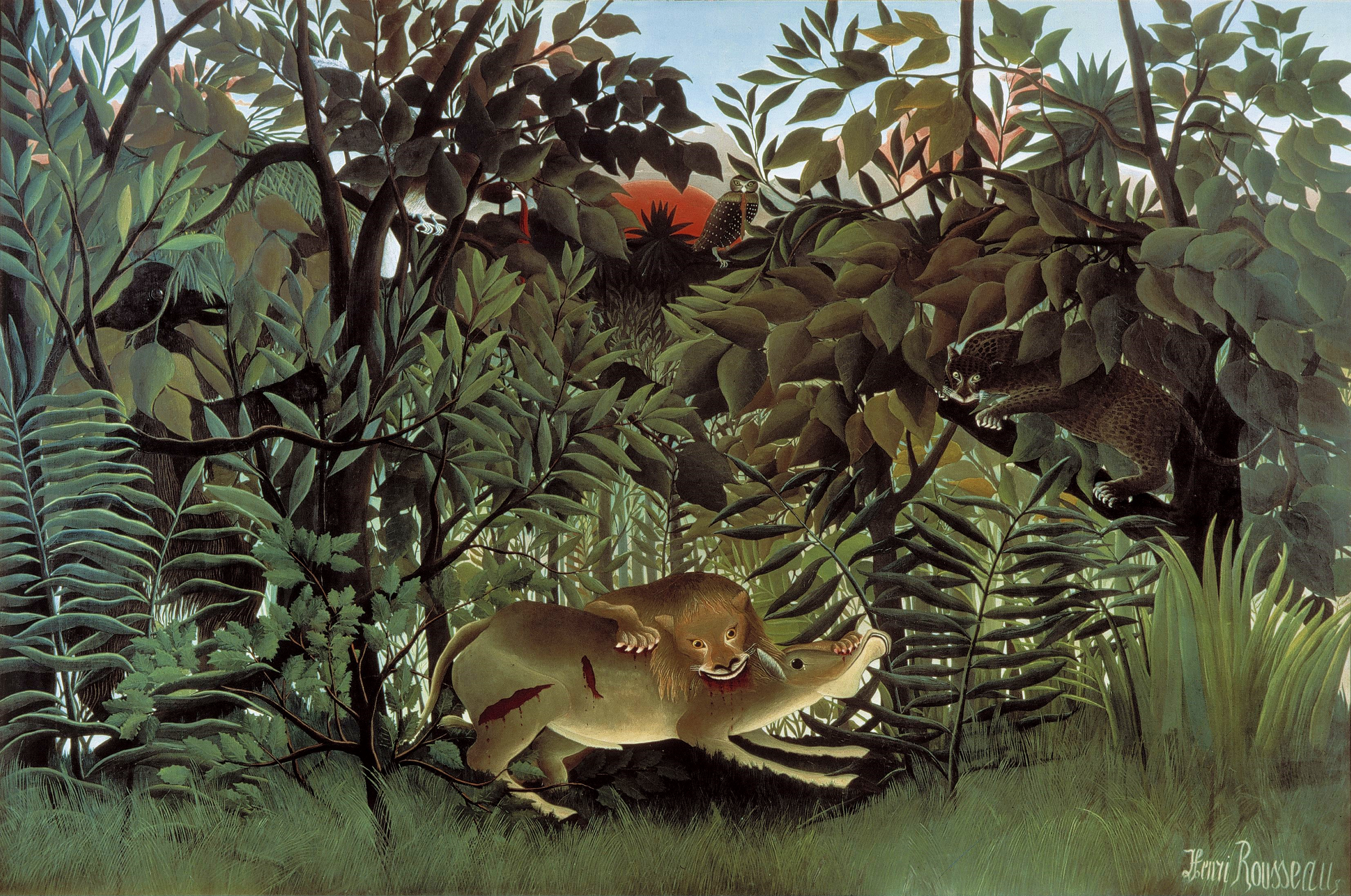
Głodny lew, 1905, Fondation Beleyer, Bazylea

W tym samym roku magazyn L'Illustration opublikował ten obraz razem z innymi wystawianymi na Salonie Jesiennym. Krytyka jednak nie zawsze była zadowalająca. Wielkie uznanie artyście przyniósł dopiero w 1908 roku obraz La charmeuse des serpents (Zaklinaczka węży). Jego przyjaciółmi zostali malarze Serge Férat, Robert Delaunay i Ardengo Soffici, a marszandzi Wilhelm Uhde, Ambroise Vollard i Joseph Brummer zaczęli kupować jego obrazy, chociaż stawki, jakie otrzymywał za nie Rousseau, były niskie.
Zachęcony gościnnością przyjaciół Rousseau w swym lokum przy rue Perrel 2 bis zaczął w sobotnie wieczory organizować własne przyjęcia. Zjawiała się tam przedziwna mieszanka jego przyjaciół, studentów i lokalnych handlowców. Listę stałych uczestników stanowili między innymi: Robert Delaunay i jego żona Sonia, Max Jacob, André Salmon, Georges Braque, Pablo Picasso, Guillaume Apollinaire i jego przyjaciółka Marie Laurencin, Max Weber, baronowa Oettingen i inni. Brakowało tylko Alfreda Jarry, który zmarł rok wcześniej. Szacunek, jakiego doczekał się Rousseau, był dla niego zwieńczeniem jego trwającej ponad 20 lat walki o uznanie.
Jednak pomimo wyrazów uznania dla jego talentu, Rousseau żył do końca swych dni w straszliwej nędzy. Pod koniec życia zakochał się we wdowie, Léonie, jednak jego uczucia nie zostały odwzajemnione. Po zerwaniu znajomości w sierpniu 1910 roku załamany artysta został przyjęty do paryskiego szpitala Hôpital Necker z powody gangreny, jaka wdała się w niezagojoną ranę na nodze. Zmarł 2 września. Został pochowany w grobie dla ubogich na cmentarzu Bagneux.
Wszystkie obrazy, nad którymi pracował, zostały przekazane Vollardowi w zamian za pożyczki, które Rousseau otrzymał za życia.
W roku następnym Robert Delaunay i M. Quéval, właściciel kamienicy, w której Rousseau wynajmował lokal, złożyli się i wykupili na 30 lat działkę na cmentarzu, fundując zmarłemu artyście mały, kamienny nagrobek, na którym Guillaume Apollinaire napisał kredą swoje słynne epitafium:

Żegnamy Cię Dobry Rousseau

na pewno słyszysz nas

Delauney’a jego żonę Pana Quaval i mnie

pozwól naszym bagażom przekroczyć bramy nieba bez cła

Przyniesiemy Ci pędzle farby i płótno

abyś mógł spędzać swe święte nieróbstwo w promieniach prawdy Malując

jak niegdyś namalowałeś mój portret twarzą w twarz z gwiazdami

W 1913 rzeźbiarz Constantin Brâncuși i malarz Ortiz de Zarate wykuli odręczny napis Apollinaire’a na samym kamieniu, utrwalając w ten sposób na zawsze pamięć o Rousseau.
W 1947 szczątki ”Celnika” Rousseau zostały ekshumowane i przewiezione do Laval, miasta które prawie 50 lat wcześniej odrzuciło ofertę artysty dotyczącą zakupu Śpiącej Cyganki za 2000 lub 1800 franków.
Wielbiciele talentu artysty założyli po latach stowarzyszenie Société des Amis d’Henri Rousseau, żeby w ten sposób wyrazić uznanie dla jego twórczości.

## Galeria

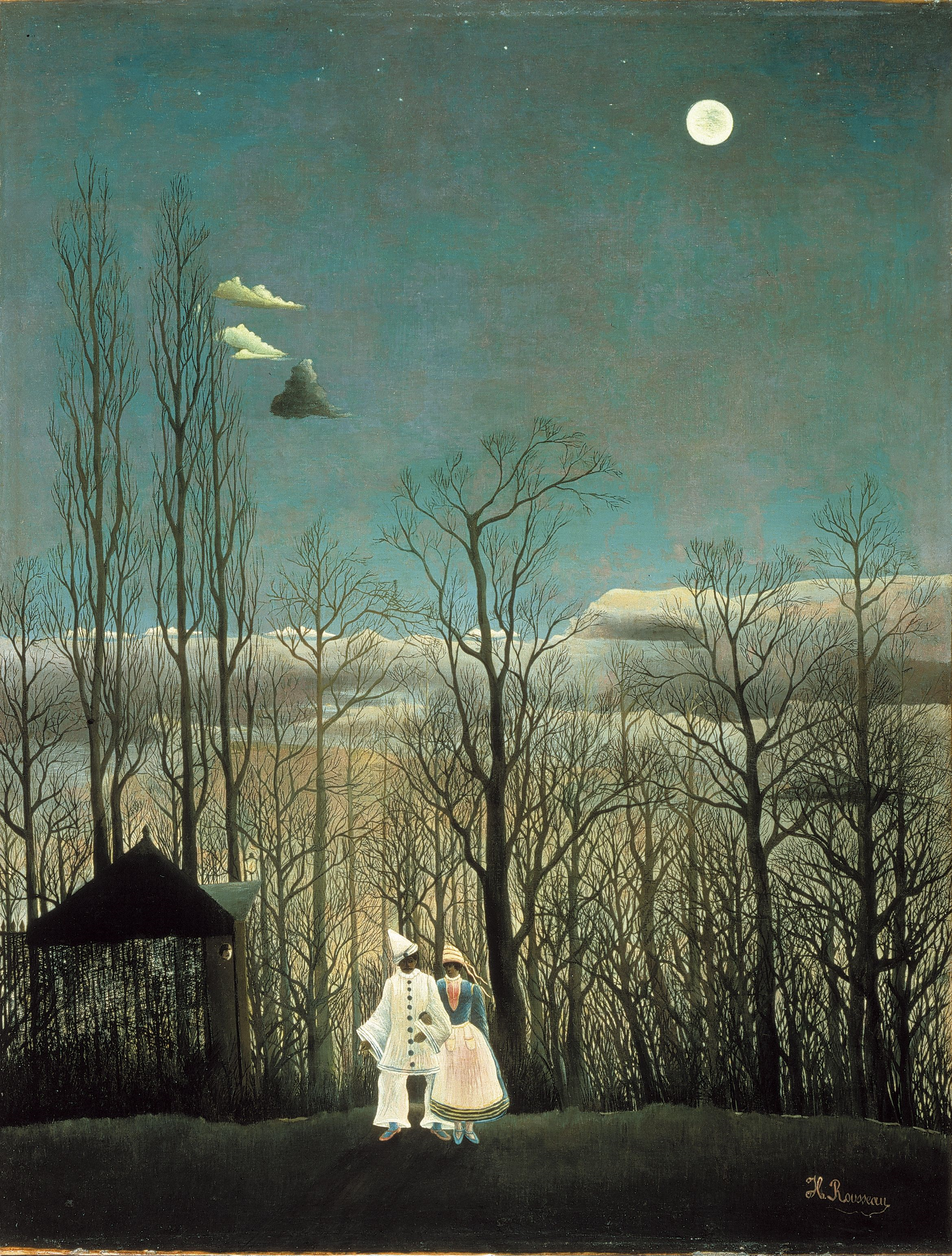
Wieczór karnawałowy, 1886, Philadelphia Museum of Art, Filadelfia
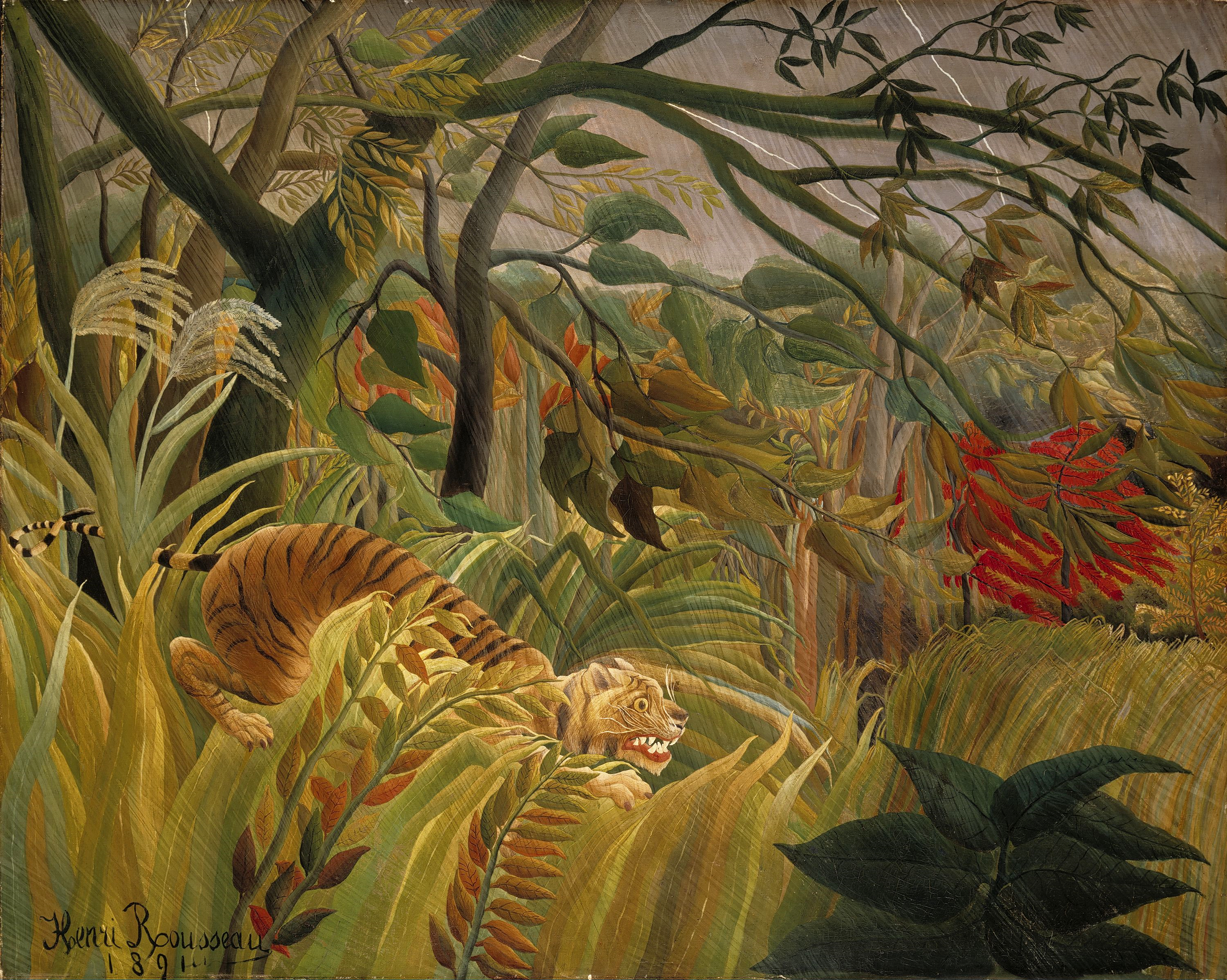
Tygrys podczas burzy tropikalnej, 1891, National Gallery w Londynie, Londyn
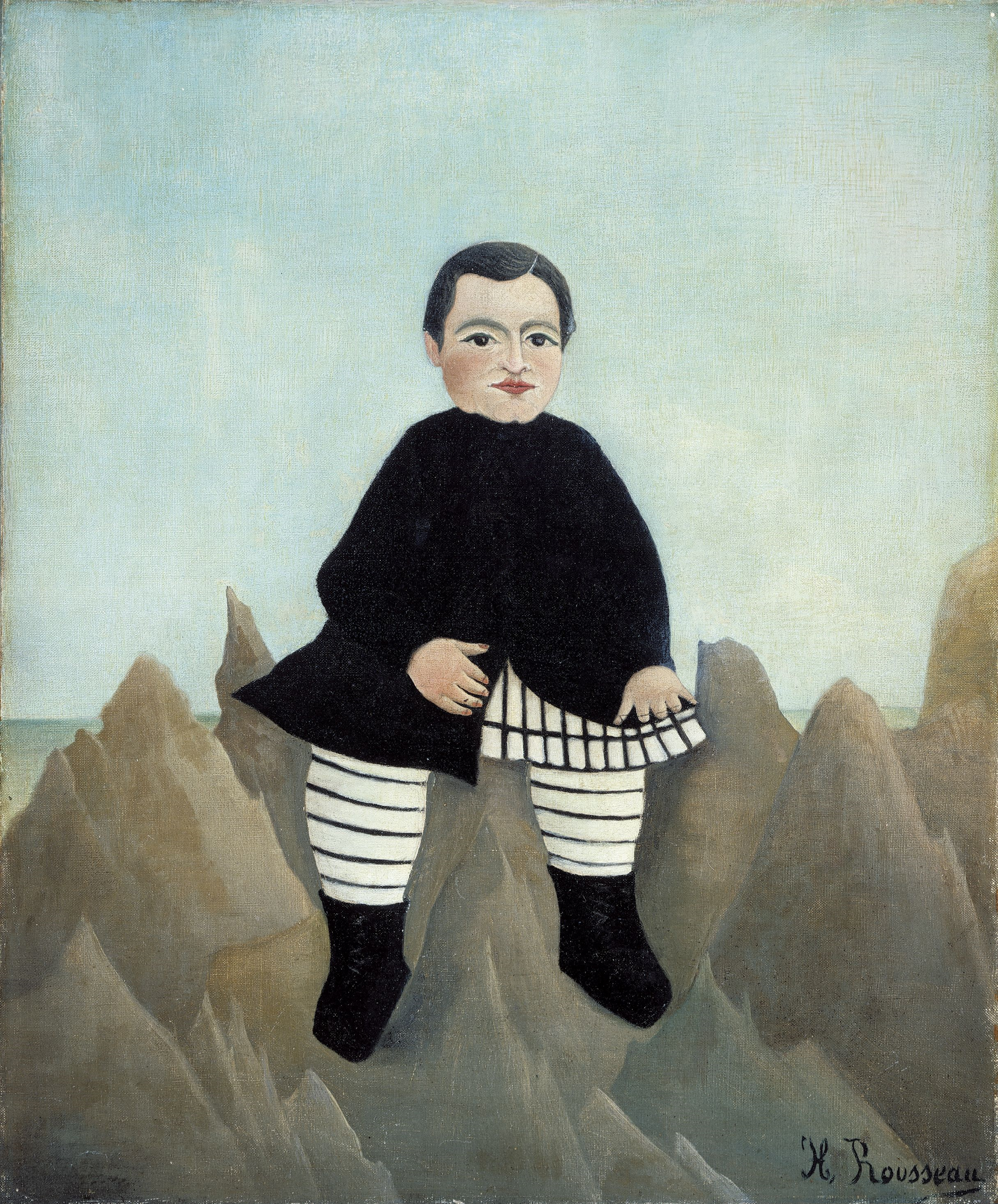
Chłopiec na skałach, 1895-97, National Gallery of Art, Waszyngton
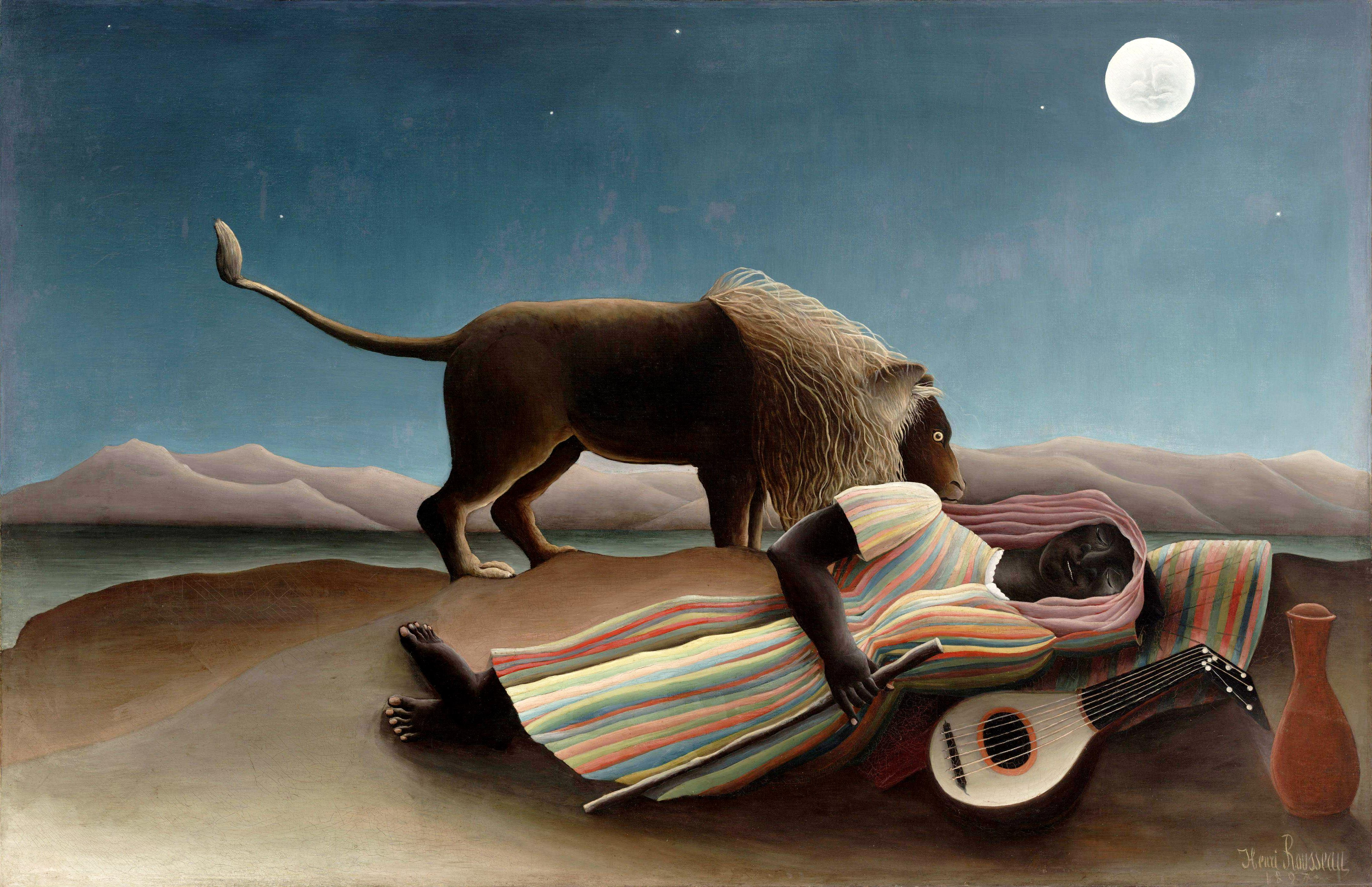
Śpiąca Cyganka, 1897, Museum of Modern Art, Nowy Jork
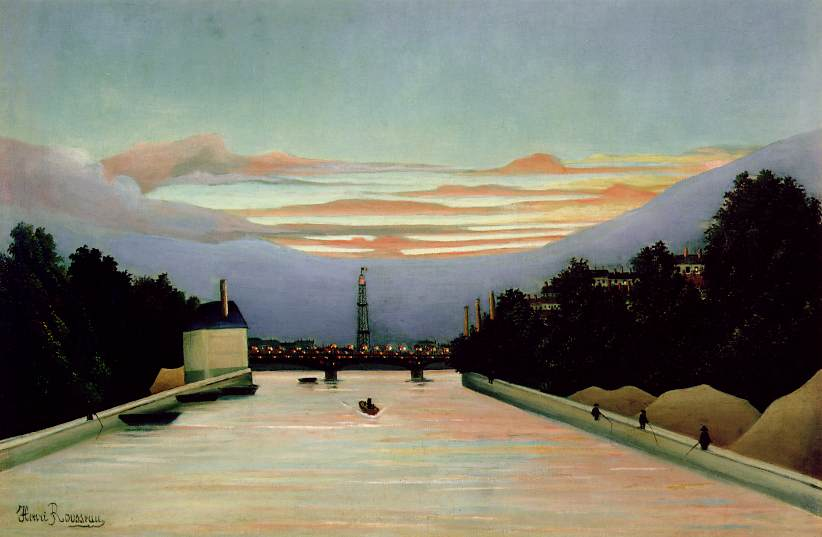
Wieża Eiffla namalowana przez Henri Rousseau, 1898, Museum of Fine Arts, Houston, Houston
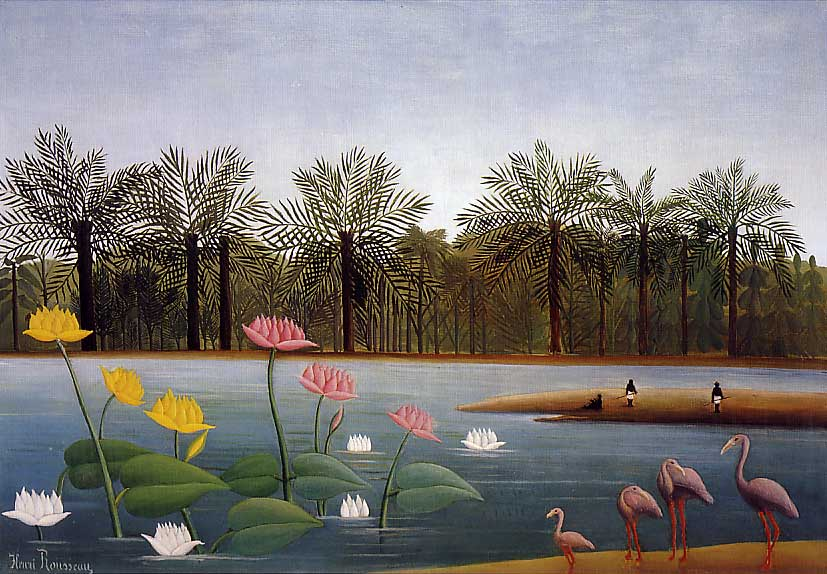
Flamingi, 1907, kolekcja prywatna
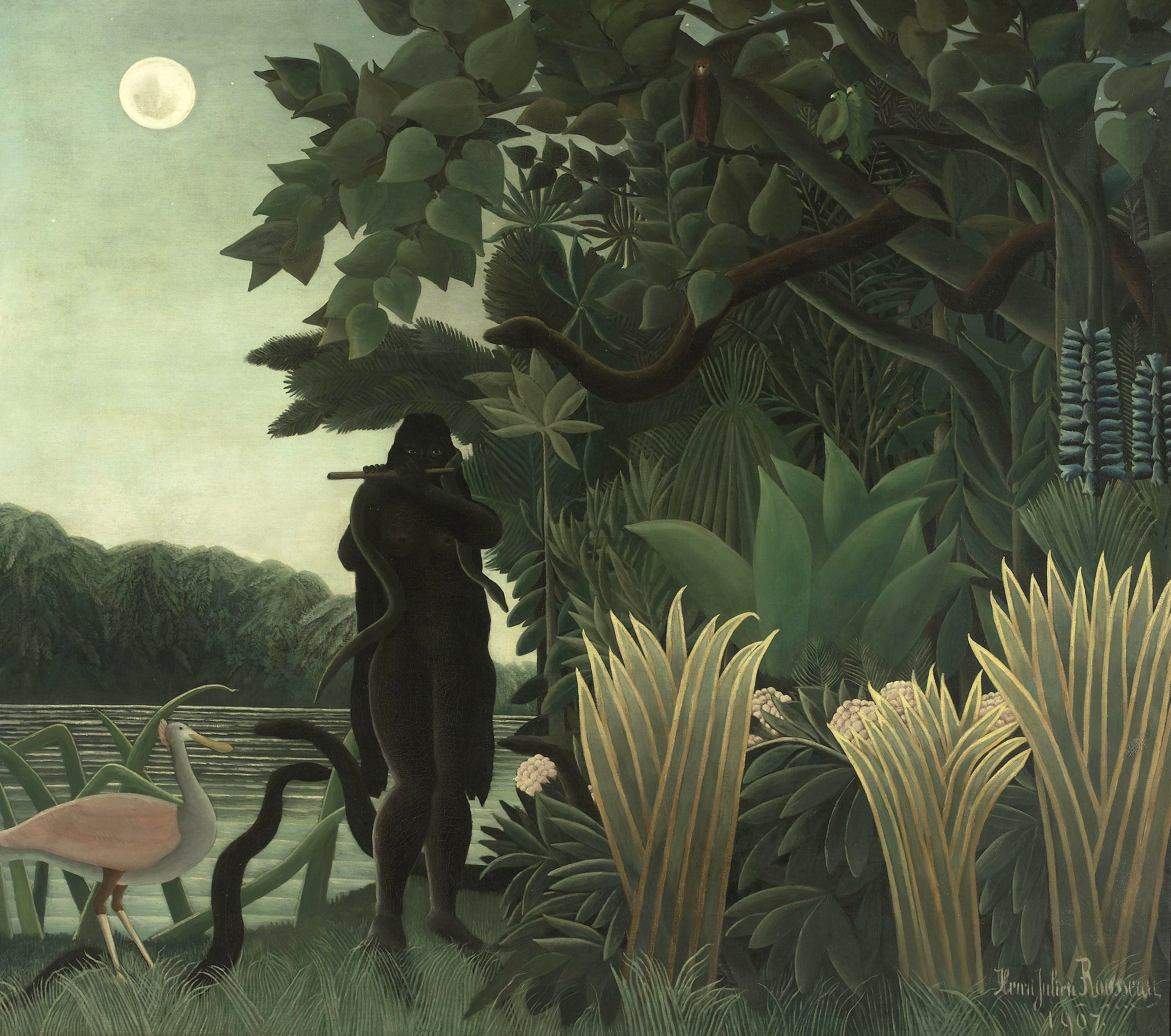
Zaklinaczka węży, 1907, Musée d’Orsay, Paryż
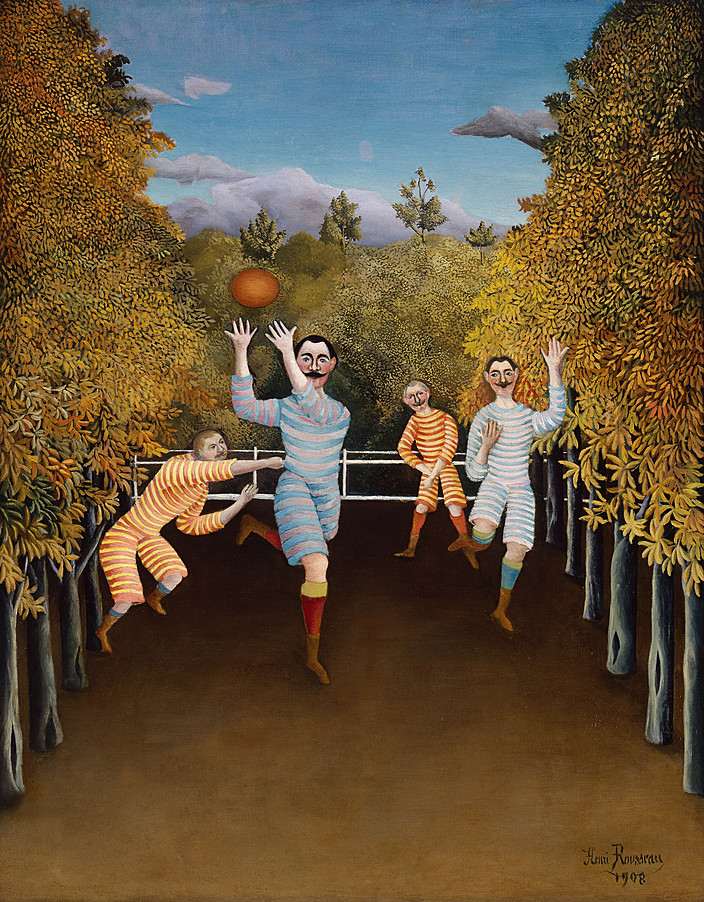
Piłkarze, 1908, Muzeum Guggenheima w Nowym Jorku, Nowy Jork
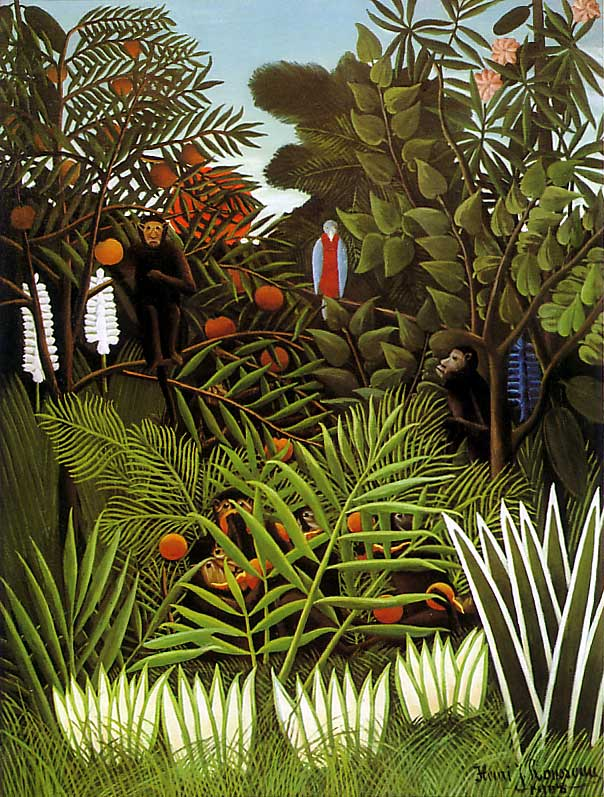
Egzotyczny pejzaż, 1908, kolekcja prywatna
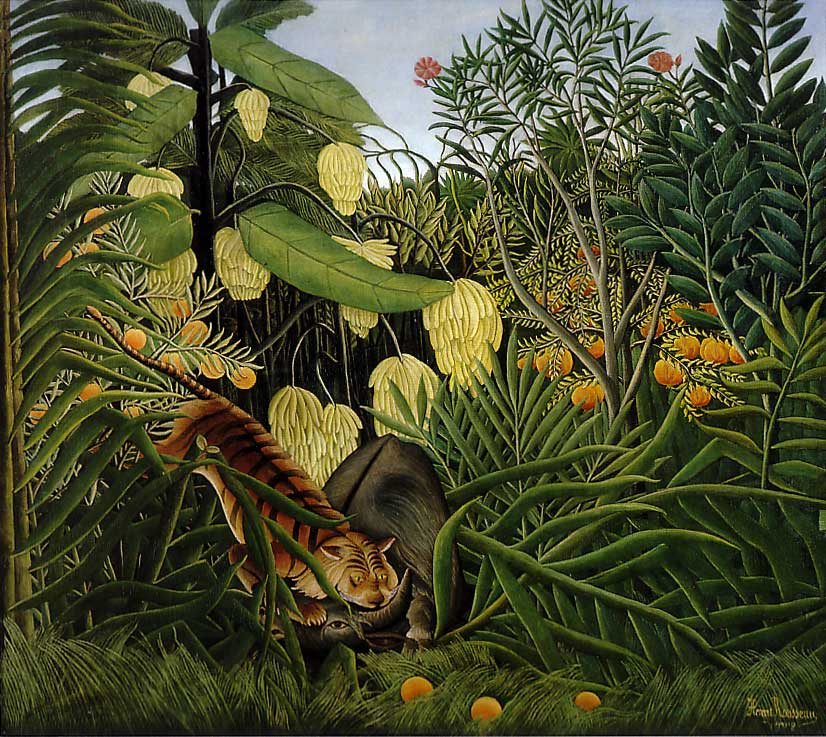
Walka pomiędzy tygrysem a bawołem, 1908, Cleveland Museum of Art, Cleveland
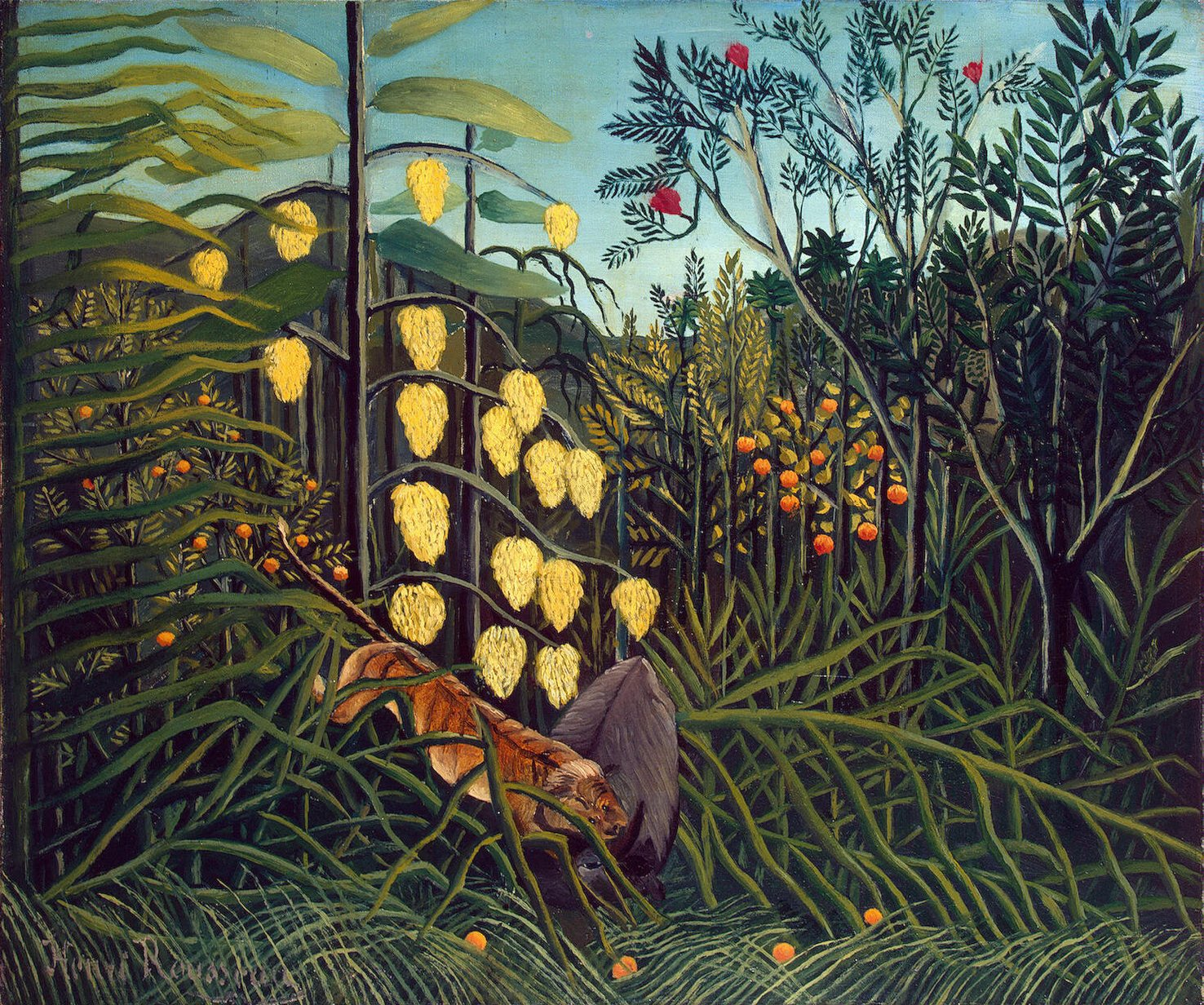
Walka pomiędzy tygrysem a bawołem w lesie tropikalnym, 1908–1909, Ermitaż, Sankt Petersburg
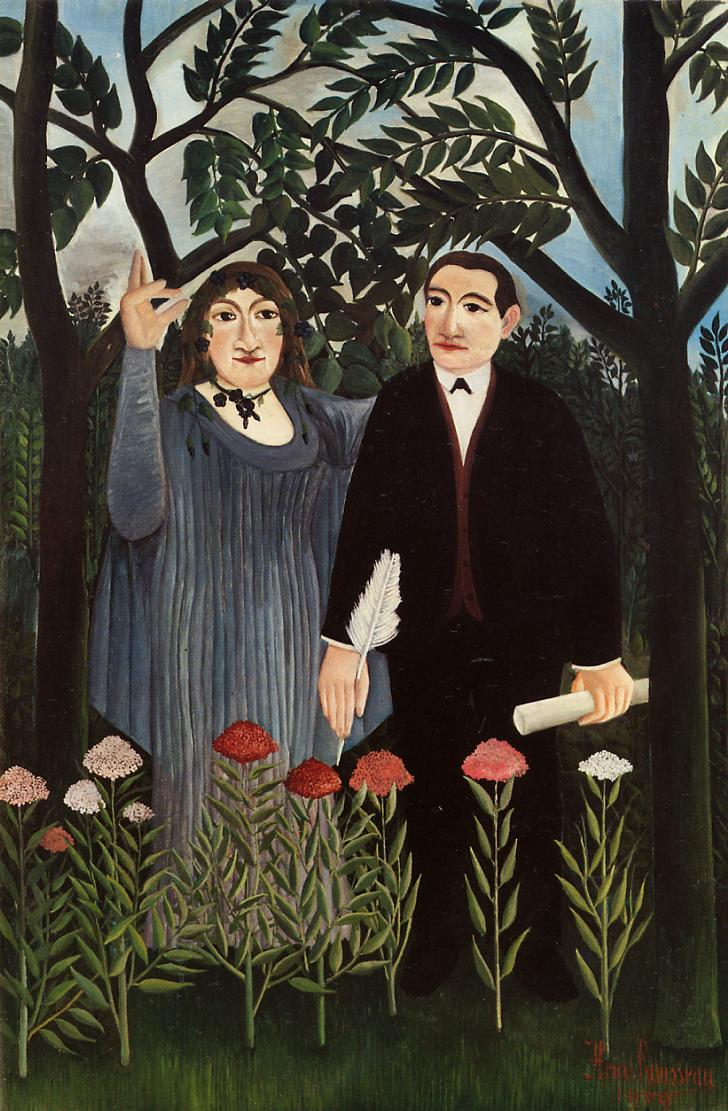
Muza inspirująca poetę (Portret Guillaume’a Apollinaire’a i Marie Laurencin), 1909, Muzeum Sztuki, Bazylea
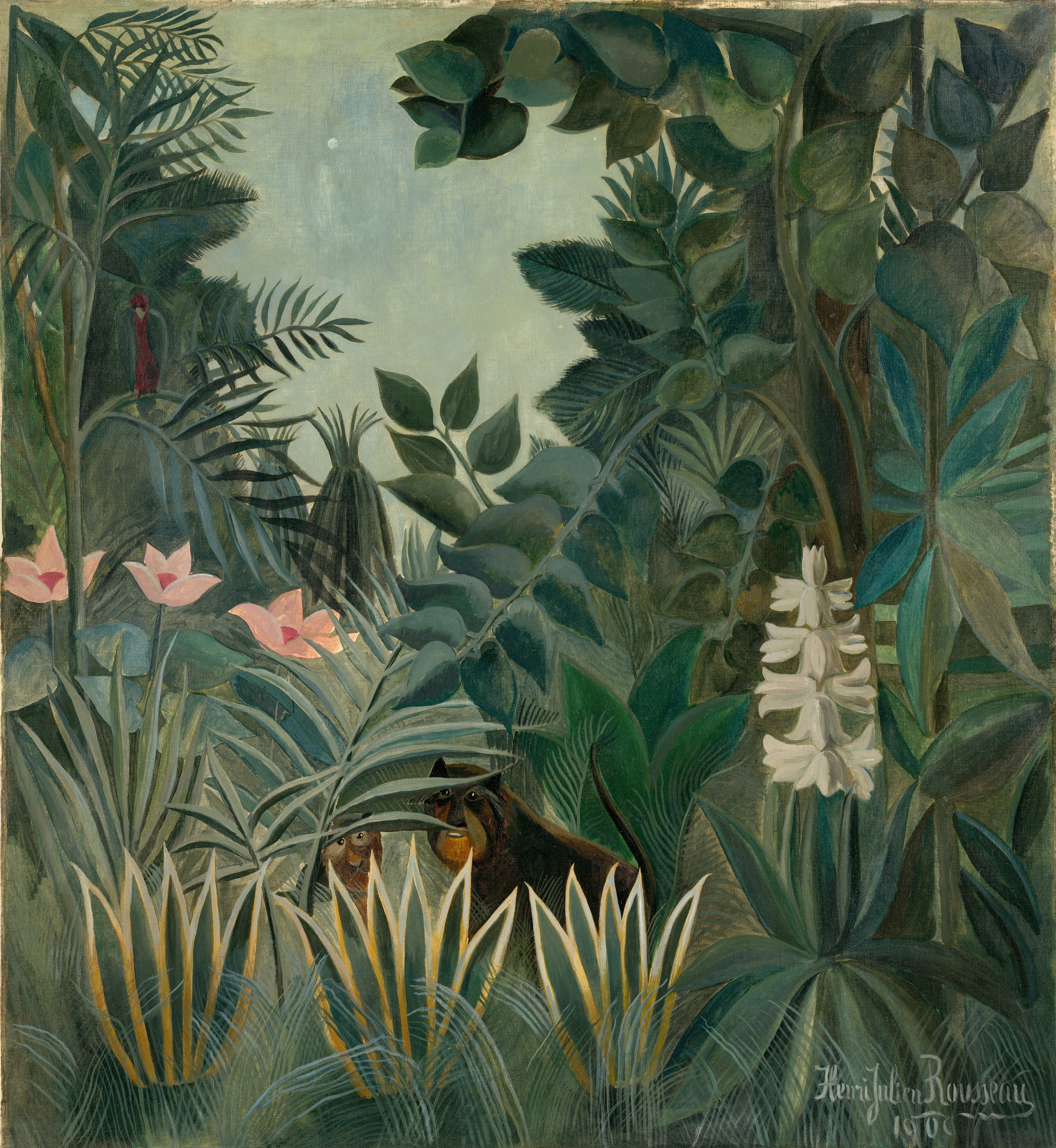
Dżungla równikowa, 1909, National Gallery of Art, Waszyngton
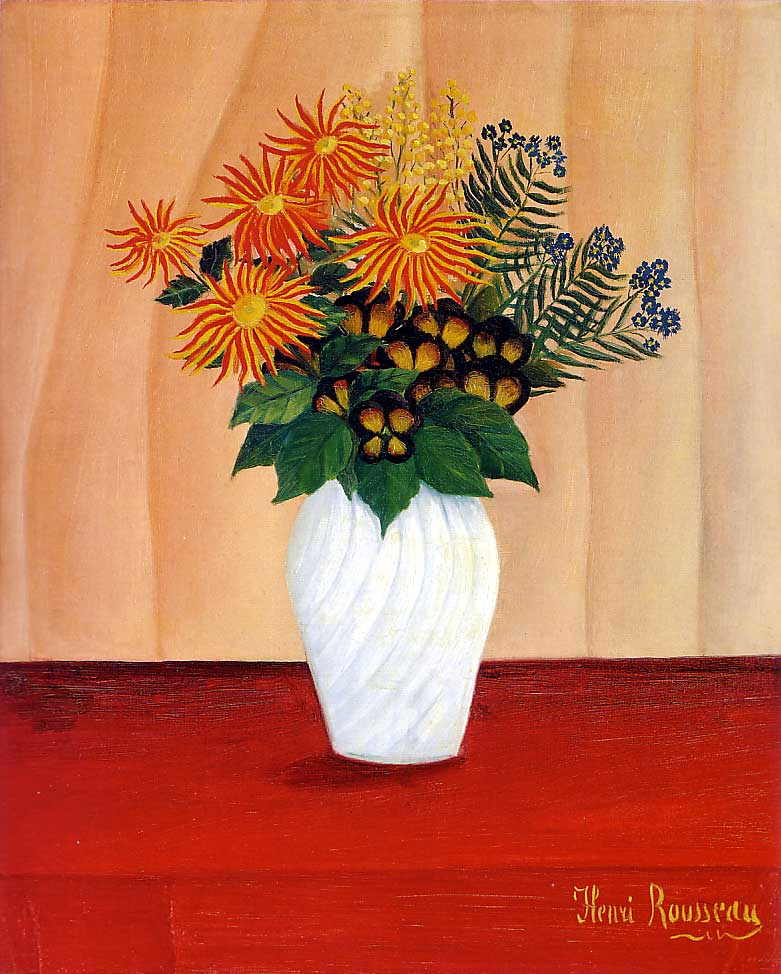
Bukiet kwiatów, 1910, Tate Gallery, Londyn
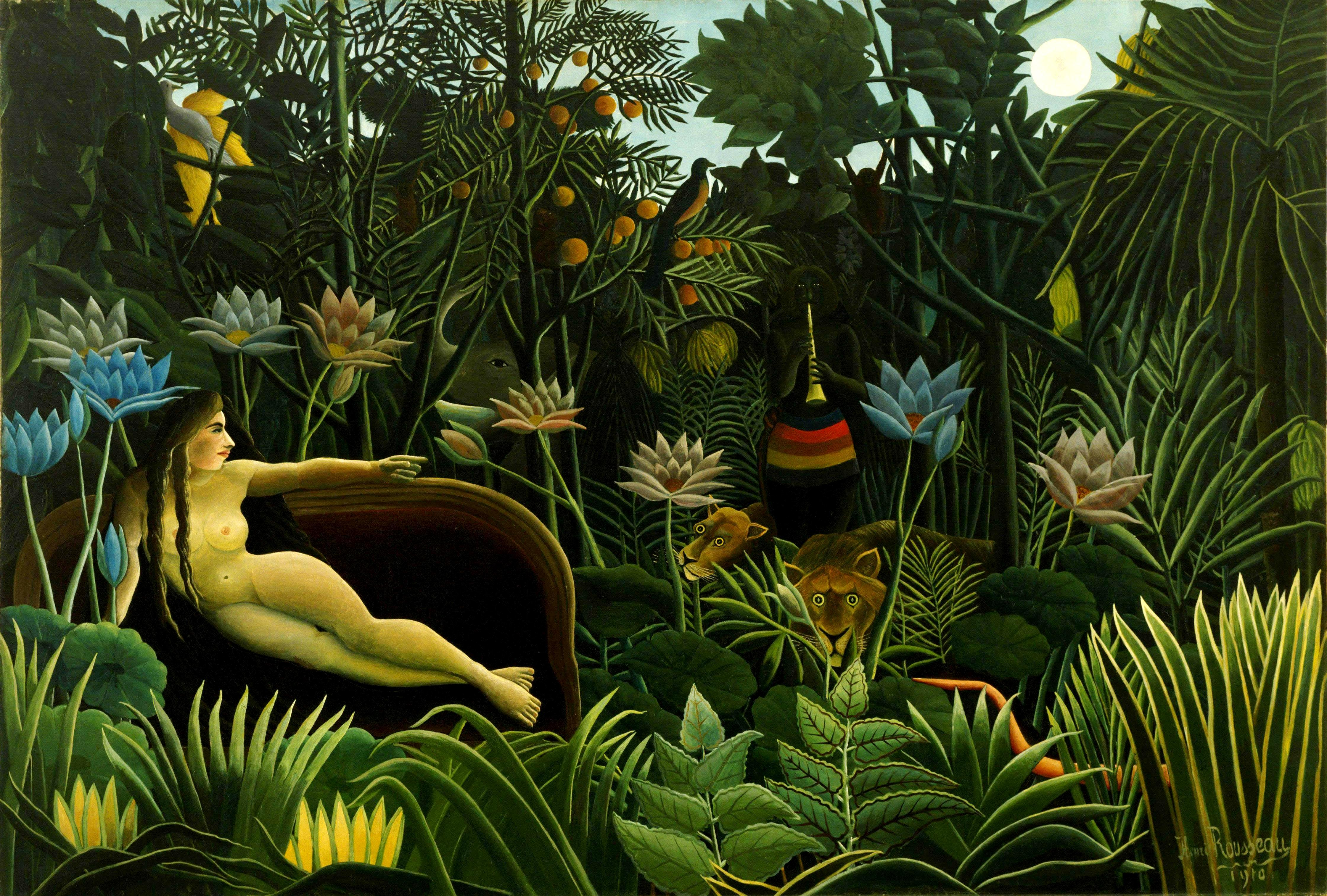
Sen, 1910, Museum of Modern Art, Nowy Jork